# Институт гражданских инженеров (Российская империя)
Институ́т гражда́нских инжене́ров — высшее техническое учебное заведение Российской империи.

## Наименования
Официальные названия учебного заведения несколько раз менялись:
- 1832—1842 Училище гражданских инженеров
- 1842—1882 Строительное училище Главного управления путей сообщения и публичных зданий ➤
- 1883—1892 Институт гражданских инженеров (ИГИ) ➤
- 1892—1917 Институт гражданских инженеров императора Николая I ➤

## История

### Училище гражданских инженеров
Училище гражданских инженеров было основано 9 мая (27 апреля по старому стилю) 1832 года.
Выпускники УГИ получали знания широкого профиля и могли решать как инженерно-строительные, так и архитектурно-художественные задачи. На них возлагалось «содержание и устроение дорог и мостов, находящихся в гражданском ведомстве и ровно производство всех прочих работ по оному, требующих некоторых познаний по части гидравлики и практической механики. Они могут впоследствии занимать должности землемеров и архитекторов и быть употребляемы на устроение различных заведений до государственной промышленности относящихся».
Первым директором Училища гражданских инженеров был Фёдор Андреевич Козен. Он руководил учебным заведением с 1832 по 1840 год. В 1842 году его сменил инженер-генерал-майор Корпуса инженеров путей сообщения, барон Фёдор Карлович Притвиц.
Слушатели Училища гражданских инженеров обучались четыре года. Первый этап (три курса) состоял в освоении теоретических знаний, в течение второго этапа (завершающий год) слушатели овладевали практическими предметами. В программу первых двух курсов входили общеобразовательные предметы: Закон Божий, русский и французский языки, чистописание, география, история. Специальные дисциплины изучались в такой последовательности: на первом курсе — арифметика, алгебра, геометрия и тригонометрия, на втором — аналитическая геометрия, дифференциальное и интегральное исчисление, начертательная геометрия, включающая построение теней и перспективы; на третьем — теоретическая механика, физика, теория сводов, первая часть курса построения и архитектура, на четвёртом — прикладная механика, химия, вторая часть курса построения, архитектура, составление проектов и отчётности.
К преподаванию в Училище гражданских инженеров были привлечены известные ученые Института корпуса инженеров путей сообщения профессора М. С. Волков, Я. А. Севастьянов, Н. Ф. Ястржембский, П. П. Мельников.
В 1836 году стены Училища покинули первые одиннадцать выпускников — гражданских инженеров.

### Строительное училище
Первыми учебными заведениями для подготовки специалистов по гражданско-строительной части были: архитекторское училище., учрежденное 26 августа 1830 при Академии художеств, и училище гражданских инженеров, учреждённое 27 апреля 1832 года.
В архитекторском училище на первый план выдвигался художественный элемент образования, в училище гражданских инженеров преобладали науки математические и инженерные. Ни то, ни другое не выпускало специалистов, которые обладали бы достаточным техническим образованием для устройства дорог, мостов, каналов и других гидротехнических сооружений и в то же время настолько были бы развиты в художественном отношении, чтобы могли составлять проекты и производить работы по устройству публичных зданий.
По указу Николая I 17 (29) декабря 1842 года два учебных заведения были объединены в Строительное училище Главного управления путей сообщения и публичных зданий. Училище это состояло в ведомстве Главного управления путей сообщений и публичных зданий и было закрытым заведением (до 1877), устроенным по военному образцу. В Положении было записано: «Цель Строительного училища есть образование строителей: а) Всякого рода архитектурных гражданских зданий; б) Дорог, мостов и плотин, а также водопроводов, артезианских колодцев и вообще гидравлических в городах работ и в) Фабрик, заводов, мельниц и других промышленных и хозяйственных заведений».
В число воспитанников училища принимались лишь дети дворян и чиновников, в возрасте от 13 до 16 лет. Воспитанники, с успехом окончившие полный курс, выпускались архитекторскими помощниками.
Учебный курс включал в себя шесть классов. Первые пять лет воспитанники Строительного училища изучали теоретические науки, а в последнем классе занимались повторением теории и практическим изучением строительного искусства, включая составление проектов и смет.
По итогам экзамена выпускникам училища присваивалось звание архитекторского помощника XIV или XII класса в зависимости от количества баллов, полученных на экзаменах.
Строительное училище занимало здание на Царскосельском проспекте (ныне Московский проспект), в котором ранее располагалось Училище гражданских инженеров.
Первые семь лет новым учебным заведением руководил бывший директор УГИ Федор Карлович Притвиц. После его кончины в 1849 году директором Строительного училища был назначен генерал-лейтенант лейб-гвардии Литовского полка Андрей Федорович Лишин. Он руководил учебным заведением до 1873 года.
В 1873 году директором Строительного училища становится его выпускник 1846 года инженер-архитектор, профессор архитектуры Рудольф Богданович Бернгард.
Уставом от 27 декабря 1851 (8 января 1852) года училище было причислено к учебным заведениям 1-го разряда Российской империи.
В 1857 году повелено было принимать в училище молодых людей не моложе 16 лет и притом получивших полное гимназическое образование. Установленное в 1859 г. звание инженер-архитектора могли получать, по особому испытанию, лучшие воспитанники училища. В 1861 году было введено положение об экстернах строительного училища, казённокоштных и своекоштных.
В 1865 году строительное училище перешло в ведомство министерства внутренних дел и в том же году уничтожено было военное устройство училища. С 1867 году для выпускников училища инженер-архитекторов был утверждён нагрудный серебряный знак: выполненная славянской вязью аббревиатура «ИА» внутри увенчанного короной лаврового венка.
С 1877 года по новому Положению о Строительном училище, оно было уравнено с другими высшими специальными заведениями. В 1878 года было отменено присвоение звания инженер-архитектора, присваиваемое (с 1859) лучшим выпускникам.
Начиная с 1877 года расширился социальный состав учащихся. В Строительном училище обучались дворяне, дети чиновников и офицеров, дети лиц духовного звания, почётных граждан, купцов, мещан, крестьян и казаков.
В 1867 году был торжественно отпразднован двадцатипятилетний юбилей Строительного училища. За эти годы учебное заведение выпустило 404 гражданских инженеров. Все они успешно работали в Санкт-Петербурге и губерниях Российской империи

### Институт гражданских инженеров
10 (22) декабря 1882 года повелением императора Александра III училище было переименовано в Институт гражданских инженеров (ИГИ). Выпускники института удостаивались звания гражданского инженера в чине XI—X классов, со следующего года для окончивших с чином Х класса был утверждён Знак гражданского инженера. Первым директором института стал Р. Б. Бернгард. По проекту Р. Б. Бернгарда для института было построено новое здание (1882). Здание было освящено 17 (29) декабря 1882 года.
Согласно уставу 1877 года институт имел целью образование техников по гражданско-строительной и дорожной частям. В институт принимались молодые люди, окончившие полный курс гимназии или реального училища и выдержавшие экзамен по математике в объёме гимназического курса, а также из рисования несложных орнаментов. В Институте было установлено пятилетнее обучение. Последний курс посвящался занятиям по составлению проектов, но и на первых четырёх производились летние практические занятия.
В Институте преподавались: богословие, математика и теоретическая механика, прикладная механика, геодезия, строительное искусство, гражданская архитектура; составление проектов по части механики, строительного искусства и гражданской архитектуры; начертательная геометрия с приложениями, рисование и черчение; физика, химия, минералогия и геогнозия в применении к строительной технике; законоведение, преимущественно в применении к строительной и дорожной частям; новые языки. В последние годы, сверх того, были введены новые предметы: водопроводы; электрическое освещение; задачи по земляным работам и проекты проезжих дорог; эксплуатация железных дорог; санитарное зодчество; аналитическая химия и работы по ней в лаборатории; проекты по устойчивости сооружений; проекты по хозяйственной архитектуре. Учебно-вспомогательными учреждениями Института служили: библиотека, музей, химическая лаборатория, физический, минералогический и геодезический кабинеты.

### Институт гражданских инженеров императора Николая I
В 1892 году Институту было присвоено имя императора Николая I.
Преподавательский состав (в 1892): 5 профессоров и 46 преподавателей, избираемых советом Института и утверждаемых министром внутренних дел.
Лучшим из воспитанников, окончивших полный курс Института, предоставлялось звание гражданского инженера. Число учащихся в Институте в 1892 году составляло 222 человека. Число всех окончивших курс в училище и Институте (1842—1892) оставило 1020 человек. От 30 до 40 % учащихся получали стипендии. В Институте имелась вспомогательная касса, выдающая стипендиатам ежегодно до 2000 р. в беспроцентную ссуду. На содержание Института из казны ежегодно выделялось 82846 рублей. В 1869 году было учреждено общество бывших воспитанников строительного училища и Института, которое на свои средства ежегодно посылало кого-либо из окончивших курс Института с учёной целью в командировку за границу или внутрь России.

## Руководители Института
Директорами Института последовательно состояли:
- 1832—1840 Ф. А. Козен
- 1840—1849 Ф. К. Притвиц
- 1849—1874 А. Ф. Лишин
- 1874—1886 Р. Б. Бернгард
- 1886—1895 Д. Д. Соколов
- 1895—1903 Н. В. Султанов
- 1903—1905 В. В. Эвальд
- 1905—1921 В. А. Косяков